# 가세촌 (사가현)
가세촌(嘉瀬村)은 사가현 사가군에 설치되었던 촌이다. 현재의 사가시에 해당한다.

## 지리
사가 평야의 중남부, 가세강 하류 동쪽 기슭에 위치했다.

## 역사
- 1889년 4월 1일 - 정촌제 시행에 의해 사가군 가세촌이 성립하였다.
- 1954년 3월 31일 - 사가시에 편입해 폐지되었다.

## 참고문헌
- 角川日本地名大辞典 41 佐賀県
- 『市町村名変遷辞典』東京堂出版、1990年。